# Thomas Henry
Thomas Henry (Argenteuil, Francia, 20 de septiembre de 1994) es un futbolista francés. Su posición es la de delantero y su club es el Standard de Lieja de la Primera División de Belgica.

## Trayectoria

### Venezia FC
El 24 de agosto de 2021 se hace oficial su llegada al Venezia FC firmando un contrato hasta 2024. Su debut con el equipo fue el 27 de agosto en un partido de liga ante el Udinese arrancando como titular y saliendo de cambio al minuto 78', en ese encuentro su equipo terminó cayendo por marcador de tres a cero en condición de visitante.

### Hellas Verona
El 16 de julio de 2022 se hizo oficial su traspaso al Hellas Verona, firmando un contrato hasta 2026. Dos años después fue prestado al Palermo F. C.

## Estadísticas

### Clubes
Actualizado al último partido jugado el 12 de mayo de 2024.
| A. S. Beauvais Oise Francia | 4.ª           | 2013-14       | 0   | 0  | 1  | 0 | - | - | 1   | 0  | 0    |
| A. S. Beauvais Oise Francia | Total club    | Total club    | 0   | 0  | 1  | 0 | 0 | 0 | 1   | 0  | 0    |
| Fréjus Saint-Raphaël Francia | 3.ª           | 2014-15       | 21  | 2  | -  | - | - | - | 21  | 2  | 0,10 |
| Fréjus Saint-Raphaël Francia | Total club    | Total club    | 21  | 2  | 0  | 0 | 0 | 0 | 21  | 2  | 0,10 |
| F. C. Nantes Francia | 1.ª           | 2015-16       | 2   | 0  | -  | - | - | - | 2   | 0  | 0    |
| F. C. Nantes Francia | Total club    | Total club    | 2   | 0  | 0  | 0 | 0 | 0 | 2   | 0  | 0    |
| F. C. Chambly Oise Francia | 3.ª           | 2016-17       | 25  | 4  | 1  | 0 | - | - | 26  | 4  | 0,15 |
| F. C. Chambly Oise Francia | 3.ª           | 2017-18       | 22  | 4  | 6  | 1 | - | - | 28  | 5  | 0,18 |
| F. C. Chambly Oise Francia | Total club    | Total club    | 47  | 8  | 7  | 1 | 0 | 0 | 54  | 9  | 0,17 |
| AFC Tubize · Bélgica | 2.ª           | 2018-19       | 16  | 11 | 1  | 0 | - | - | 17  | 11 | 0,65 |
| AFC Tubize · Bélgica | Total club    | Total club    | 16  | 11 | 1  | 0 | 0 | 0 | 17  | 11 | 0,65 |
| OH Leuven · Bélgica | 2.ª           | 2018-19       | 13  | 5  | -  | - | - | - | 13  | 5  | 0,38 |
| OH Leuven · Bélgica | 2.ª           | 2019-20       | 27  | 15 | 2  | 1 | - | - | 29  | 16 | 0,55 |
| OH Leuven · Bélgica | 1.ª           | 2020-21       | 31  | 21 | 2  | 0 | - | - | 33  | 21 | 0,64 |
| OH Leuven · Bélgica | 1.ª           | 2021-22       | 4   | 3  | -  | - | - | - | 4   | 3  | 0,75 |
| OH Leuven · Bélgica | Total club    | Total club    | 75  | 44 | 4  | 1 | 0 | 0 | 79  | 45 | 0,57 |
| Venezia F. C. · Italia | 1.ª           | 2021-22       | 33  | 9  | 1  | 0 | - | - | 34  | 9  | 0,26 |
| Venezia F. C. · Italia | Total club    | Total club    | 33  | 9  | 1  | 0 | 0 | 0 | 34  | 9  | 0,26 |
| Hellas Verona F. C. · Italia | 1.ª           | 2022-23       | 17  | 2  | 1  | 0 | - | - | 17  | 2  | 0,13 |
| Hellas Verona F. C. · Italia | 1.ª           | 2023-24       | 18  | 3  | 1  | 0 | - | - | 19  | 3  | 0,16 |
| Hellas Verona F. C. · Italia | Total club    | Total club    | 35  | 5  | 2  | 0 | 0 | 0 | 37  | 5  | 0,14 |
| Total carrera | Total carrera | Total carrera | 230 | 79 | 16 | 2 | 0 | 0 | 246 | 81 | 0,35 |
| (1) Incluye datos de Copa de Francia y Copa de Bélgica. (2) Incluye datos de Liga de Campeones de la UEFA y Liga Europa de la UEFA. (3) No incluye goles en partidos amistosos. |               |               |     |    |    |   |   |   |     |    |      |